# Жеремі Бреше
Жеремі Бреше (фр. Jérémie Bréchet, нар. 14 серпня 1979, Ліон) — французький футболіст, захисник клубу «Газелек».
Виступав, зокрема, за клуб «Ліон», з яким став дворазовим чемпіоном Франції, володарем Кубка французької ліги та Суперкубка Франції. Також виступав за національну збірну Франції, у складі якої став переможцем Кубка конфедерацій 2001 року.

## Клубна кар'єра
У дорослому футболі дебютував 1998 року виступами за команду клубу «Ліон», в якій провів п'ять сезонів, взявши участь у 117 матчах чемпіонату. Більшість часу, проведеного у складі «Ліона», був основним гравцем захисту команди. За цей час двічі виборював титул чемпіона Франції (2002 та 2003 року), ставав володарем Суперкубка Франції (2002) та Кубка французької ліги (2001).
У липні 2003 року Жеремі перейшов до складу італійського «Інтернаціонале». Початок сезону в Італії складався для Бреше успішно, він відіграв 6 матчів. Однак потім Ектор Купер був звільнений з поста головного тренера, а Жеремі отримав травму і до кінця сезону взяв участь ще в 3 матчах.

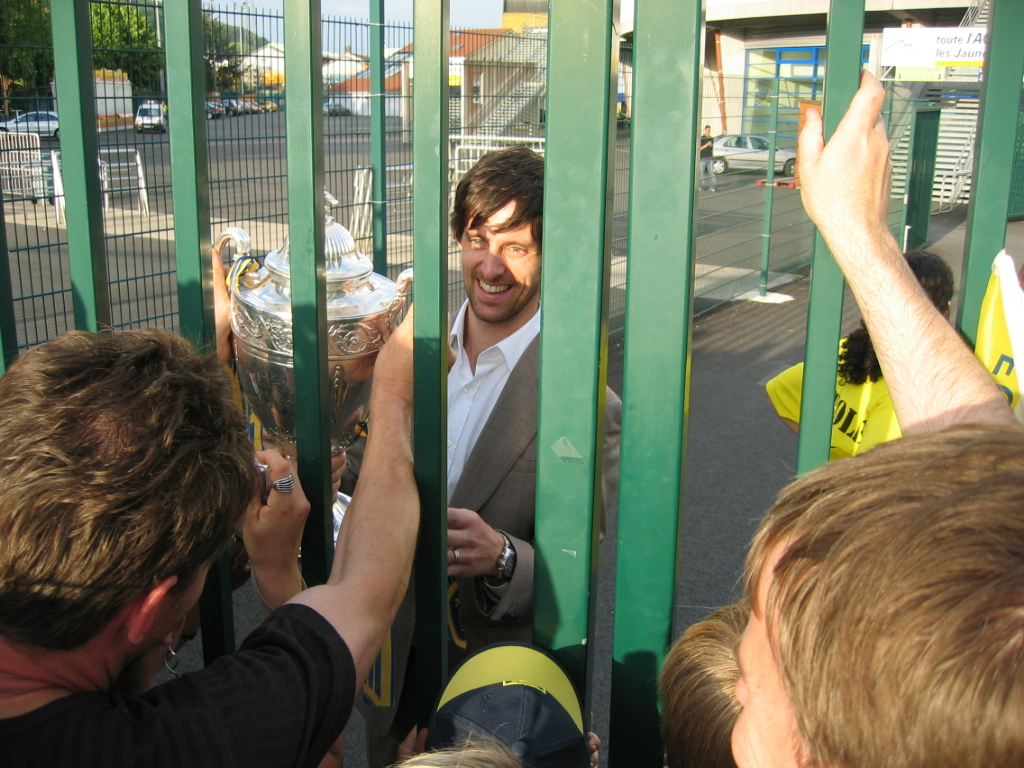
Жеремі Бреше, капітан «Сошо», з Кубком Франції. 13 травня 2007 року.

Влітку 2004 року керівництво «Інтера» поінформувало гравця, що вони не зацікавлені більше в послугах француза. Після цього Жеремі підписав контракт з іспанським «Реал Сосьєдадом», але за два сезони через травми провів за клуб лише 20 матчів.
Після невдалого виступу за кордоном, влітку 2006 року Бреше вирішив повернутися у Францію і приєднався до «Сошо». Вже після третьої гри за новий клуб він отримав капітанську пов'язку. За «Сошо» Жеремі провів два успішних сезони, ставши ключовим гравцем команди, з якою виграв Кубок Франції 2006/07.
У червні 2008 року Бреше перейшов у нідерландське ПСВ, підписавши контракт на 3 роки, і майже відразу допоміг команді виграти Суперкубок Нідерландів, відігравши усю гру проти «Феєнорда» (2:0). Проте вже через рік Жеремі повернувся в «Сошо», пояснивши свій перехід сімейними обставинами.
Після закінчення сезону 2011/12 Бреше став вільним агентом і підписав угоду з «Труа», який тільки що вийшов в Лігу 1. За сезон 2012/13 Бреше зіграв у 24 матчах і забив 2 голи, але не зміг врятувати команду від вильоту в Лігу 2.
26 червня 2013 року приєднався до «Бордо». Перший матч за «жирондинців» провів 17 серпня 2013 року, вийшовши на заміну в матчі проти «Тулузи». Проте в команді закріпитись не зумів, зігравши за сезон лише в чотирьох матчах Ліги 1.
До складу клубу «Газелек», що виступав у Лізі 2, приєднався влітку 2014 року. Відтоді встиг відіграти за команду з Аяччо 21 матч в національному чемпіонаті.

## Виступи за збірну
2001 року, не маючи в своєму доробку жодного матчу за збірну, Роже Лемер включив Бреше до складу національної збірної Франції на розіграш Кубка конфедерацій 2001 року в Японії і Південній Кореї. На цьому турнірі Жеремі і дебютував у складі «Ле бльо» 1 червня 2001 року у другому матчі групового етапу проти збірної Австралії (0:1). Це став єдиний матч захисника на турнірі, який французи виграли.
2002 року провів ще два товариські матчі у складі національної збірної Франції, після чого перестав викликатись до збірної. Того ж року у складі молодіжної збірної став фіналістом молодіжного Євро-2002, де французи поступилися в серії пенальті чехам.
| Дата       | Місто    | Господарі | Результат | Гості     | Турнір             | Голи | Примітки |
| ---------- | -------- | --------- | --------- | --------- | ------------------ | ---- | -------- |
| 1-6-2001   | Тегу     | Австралія | 1 – 0     | Франція   | Кубок Конфедерацій | -    |          |
| 21-8-2002  | Радес    | Туніс     | 1 – 1     | Франція   | товариський матч   | -    | 63'      |
| 20-11-2002 | Сен-Дені | Франція   | 3 – 0     | Югославія | товариський матч   | -    | 14'      |
| Усього     |          | Матчів    | 3         |           | Голів              | 0    |          |

## Титули і досягнення

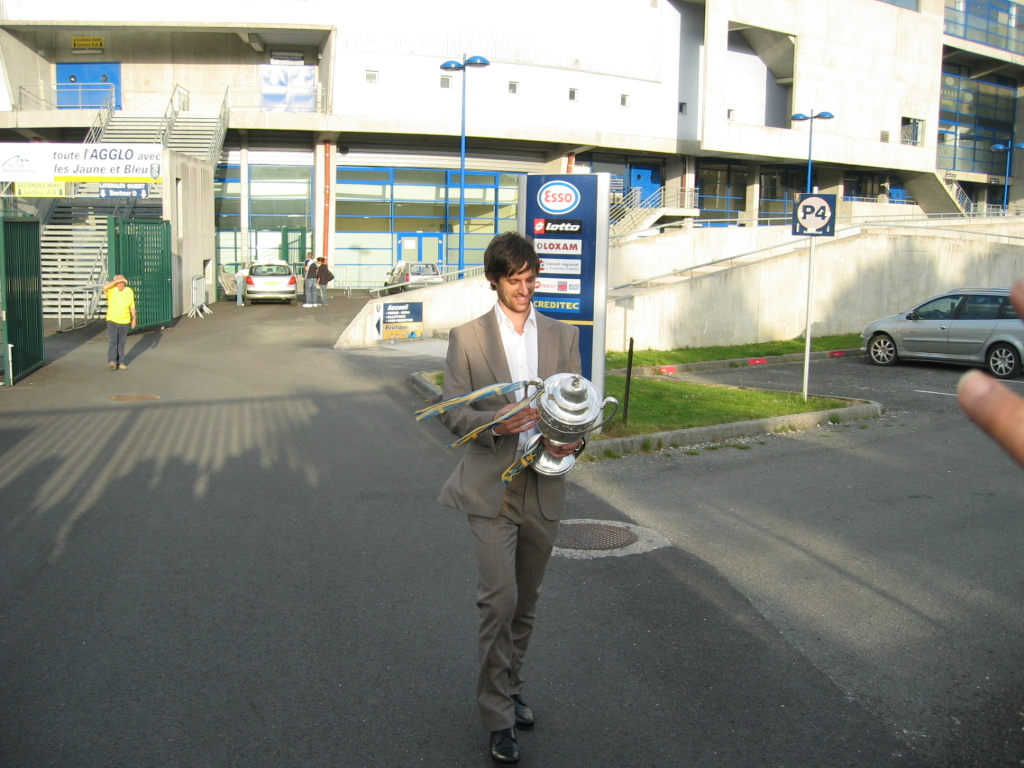
Жеремі Бреше з Кубком Франції після перемоги у фіналі. 13 травня 2007 року.

- Володар Кубка французької ліги (1):

«Ліон»: 2000-01
- Чемпіон Франції (2):

«Ліон»: 2001-02, 2002-03
- Володар Суперкубка Франції (1):

«Ліон»: 2002
- Володар Кубка Франції (1):

«Сошо»: 2006-07
- Володар Суперкубка Нідерландів (1):

ПСВ: 2008
- Переможець Кубка конфедерацій: 2001